# Swordmaster
A Swordmaster rövid életű svéd death/thrash/black metal együttes volt. 1993-ban alakultak, és 2000-ben oszlottak fel. Feloszlásuk után a tagok egy része (Nightmare Industries, Whiplasher és Beast X Electric) új együttest alapítottak Deathstars néven.

## Tagok
- Emil "Nightmare Industries" Nödtveidt - elektronikus gitár (1993-2000)
- Andreas "Whiplasher" Bergh - ének (1993-2000)
- Kenneth "Thunderbolt" Gagner - basszusgitár (1995-2000)
- Nicklas "Terror" Rudolfsson - ütős hangszerek (1995-2000)
- Erik "Beast X Electric" Halvorsen - ritmusgitár (1998-2000)

## Diszkográfia
Stúdióalbumok
- Postmortem Tales (1997)
- Moribund Transgoria (1999)

EP-k
- Wraths of Time (1995)
- Deathraider (1998)

Válogatáslemezek
- Blood Must Be Shed / Wraths of Time (1996)

Demók
- Blackened Might (1994)
- Studio Rehearsal (1994)
- Promo Tape 3 (1995)